# Ehlange
Ne doit pas être confondu avec Elange, Ellange ou Hellange.
Ehlange (en luxembourgeois : Éileng  et en allemand : Ehlingen) est une section de la commune luxembourgeoise de Reckange-sur-Mess située dans le canton d'Esch-sur-Alzette.